# Lista siturilor arheologice din județul Neamț - L
Lista siturilor arheologice din județul Neamț - L conține toate siturile arheologice din județul Neamț înscrise în Repertoriul Arheologic Național (RAN) și aflate în localități al căror nume începe cu litera L. RAN este administrat de Ministerul Culturii și Patrimoniului Național și cuprinde date științifice, cartografice, topografice, imagini și planuri, precum și orice alte informații privitoare la zonele cu potențial arheologic, studiate sau nu, încă existente sau dispărute.
Puteți căuta un sit din localitățile care încep cu litera L folosind formularul de mai jos sau puteți naviga prin toate siturile din județ la Lista siturilor arheologice din județul Neamț.
| Cod RAN                                   | Denumire | Localitate                            | Adresă          | Datare                | Descoperit | Coordonate                                    | Imagine           | Erori            |
| ----------------------------------------- | --- | ------------------------------------- | --------------- | --------------------- | ---------- | --------------------------------------------- | ----------------- | ---------------- |
| 125034.01.01 (Cod LMI: NT-I-m-B-10515.08) | Situl arheologic de la Lunca - "Poiana Slatinei" / ansamblu anonim (Categorie: locuire civilă) (Tip: Așezare)      | sat Lunca, comuna Vânători-Neamț      | Poiana Slatinei | Starčevo - Criș       |            | 47°04′00″N 26°19′00″E / 47.06667°N 26.31667°E | Încărcați imagine | Raportați eroare |
| 125034.01.02 (Cod LMI: NT-I-m-B-10515.06) | Situl arheologic de la Lunca - "Poiana Slatinei" / ansamblu anonim (Categorie: locuire civilă) (Tip: Așezare)      | sat Lunca, comuna Vânători-Neamț      | Poiana Slatinei | ceramicii liniare     |            | 47°04′00″N 26°19′00″E / 47.06667°N 26.31667°E | Încărcați imagine | Raportați eroare |
| 125034.01.03 (Cod LMI: NT-I-m-B-10515.07) | Situl arheologic de la Lunca - "Poiana Slatinei" / ansamblu anonim (Categorie: locuire civilă) (Tip: Așezare)      | sat Lunca, comuna Vânători-Neamț      | Poiana Slatinei | Precucuteni           |            | 47°04′00″N 26°19′00″E / 47.06667°N 26.31667°E | Încărcați imagine | Raportați eroare |
| 125034.01.04 (Cod LMI: NT-I-m-B-10515.05) | Situl arheologic de la Lunca - "Poiana Slatinei" / ansamblu anonim (Categorie: locuire civilă) (Tip: Așezare)      | sat Lunca, comuna Vânători-Neamț      | Poiana Slatinei | Cucuteni              |            | 47°04′00″N 26°19′00″E / 47.06667°N 26.31667°E | Încărcați imagine | Raportați eroare |
| 125034.01.05 (Cod LMI: NT-I-m-B-10515.09) | Situl arheologic de la Lunca - "Poiana Slatinei" / ansamblu anonim (Categorie: locuire civilă) (Tip: Așezare)      | sat Lunca, comuna Vânători-Neamț      | Poiana Slatinei | Horodiștea - I        |            | 47°04′00″N 26°19′00″E / 47.06667°N 26.31667°E | Încărcați imagine | Raportați eroare |
| 125034.01.06 (Cod LMI: NT-I-m-B-10515.09) | Situl arheologic de la Lunca - "Poiana Slatinei" / ansamblu anonim (Categorie: locuire civilă) (Tip: Așezare)      | sat Lunca, comuna Vânători-Neamț      | Poiana Slatinei | Costișa               |            | 47°04′00″N 26°19′00″E / 47.06667°N 26.31667°E | Încărcați imagine | Raportați eroare |
| 125034.01.07 (Cod LMI: NT-I-m-B-10515.09) | Situl arheologic de la Lunca - "Poiana Slatinei" / ansamblu anonim (Categorie: locuire civilă) (Tip: Așezare)      | sat Lunca, comuna Vânători-Neamț      | Poiana Slatinei | Noua                  |            | 47°04′00″N 26°19′00″E / 47.06667°N 26.31667°E | Încărcați imagine | Raportați eroare |
| 125034.01.08 (Cod LMI: NT-I-m-B-10515.03) | Situl arheologic de la Lunca - "Poiana Slatinei" / ansamblu anonim (Categorie: locuire civilă) (Tip: Așezare)      | sat Lunca, comuna Vânători-Neamț      | Poiana Slatinei | Corlăteni - Chișinău  |            | 47°04′00″N 26°19′00″E / 47.06667°N 26.31667°E | Încărcați imagine | Raportați eroare |
| 125034.01.09 (Cod LMI: NT-I-m-B-10515.03) | Situl arheologic de la Lunca - "Poiana Slatinei" / ansamblu anonim (Categorie: locuire civilă) (Tip: Așezare)      | sat Lunca, comuna Vânători-Neamț      | Poiana Slatinei | Canlia                |            | 47°04′00″N 26°19′00″E / 47.06667°N 26.31667°E | Încărcați imagine | Raportați eroare |
| 125034.01.10 (Cod LMI: NT-I-m-B-10515.01) | Situl arheologic de la Lunca - "Poiana Slatinei" / ansamblu anonim (Categorie: locuire civilă) (Tip: Așezare)      | sat Lunca, comuna Vânători-Neamț      | Poiana Slatinei | sec. XVII - XVIII     |            | 47°04′00″N 26°19′00″E / 47.06667°N 26.31667°E | Încărcați imagine | Raportați eroare |
| 125034.01.11 (Cod LMI: NT-I-m-B-10515.02) | Situl arheologic de la Lunca - "Poiana Slatinei" / ansamblu anonim (Categorie: locuire civilă) (Tip: Așezare)      | sat Lunca, comuna Vânători-Neamț      | Poiana Slatinei | sec. X - XV           |            | 47°04′00″N 26°19′00″E / 47.06667°N 26.31667°E | Încărcați imagine | Raportați eroare |
| 125034.01.12 (Cod LMI: NT-I-m-B-10515.04) | Situl arheologic de la Lunca - "Poiana Slatinei" / ansamblu anonim (Categorie: locuire civilă) (Tip: Așezare)      | sat Lunca, comuna Vânători-Neamț      | Poiana Slatinei | sec. IV - III a. Chr. |            | 47°04′00″N 26°19′00″E / 47.06667°N 26.31667°E | Încărcați imagine | Raportați eroare |
| 125034.01.13 (Cod LMI: NT-I-s-B-10515)    | Situl arheologic de la Lunca - "Poiana Slatinei" / ansamblu anonim (Categorie: locuire civilă) (Tip: Așezare)      | sat Lunca, comuna Vânători-Neamț      | Poiana Slatinei | carpică sec. II - III |            | 47°04′00″N 26°19′00″E / 47.06667°N 26.31667°E | Încărcați imagine | Raportați eroare |
| 125034.01.14 (Cod LMI: NT-I-s-B-10515)    | Situl arheologic de la Lunca - "Poiana Slatinei" / ansamblu anonim (Categorie: locuire civilă) (Tip: Locuire)      | sat Lunca, comuna Vânători-Neamț      | Poiana Slatinei | sec. IV - V           |            | 47°04′00″N 26°19′00″E / 47.06667°N 26.31667°E | Încărcați imagine | Raportați eroare |
| 125034.01.15 (Cod LMI: NT-I-s-B-10515)    | Situl arheologic de la Lunca - "Poiana Slatinei" / ansamblu anonim (Categorie: locuire civilă) (Tip: Locuire)      | sat Lunca, comuna Vânători-Neamț      | Poiana Slatinei | sec. V - VII          |            | 47°04′00″N 26°19′00″E / 47.06667°N 26.31667°E | Încărcați imagine | Raportați eroare |
| 125034.01.16 (Cod LMI: NT-I-s-B-10515)    | Situl arheologic de la Lunca - "Poiana Slatinei" / ansamblu anonim (Categorie: locuire civilă) (Tip: Locuire)      | sat Lunca, comuna Vânători-Neamț      | Poiana Slatinei | sec. X - XII          |            | 47°04′00″N 26°19′00″E / 47.06667°N 26.31667°E | Încărcați imagine | Raportați eroare |
| 125034.01.17 (Cod LMI: NT-I-s-B-10515)    | Situl arheologic de la Lunca - "Poiana Slatinei" / ansamblu anonim (Categorie: locuire civilă) (Tip: Locuire)      | sat Lunca, comuna Vânători-Neamț      | Poiana Slatinei | sec. XIV - XVII       |            | 47°04′00″N 26°19′00″E / 47.06667°N 26.31667°E | Încărcați imagine | Raportați eroare |
| 123399.01.01                              | Cazemata nr. 1 de la Lunca Moldovei / ansamblu anonim (Categorie: construcție militară) (Tip: cazemată)            | sat Lunca Moldovei, comuna Păstrăveni |                 | sec. XX               |            | 47°11′40″N 26°35′16″E / 47.19442°N 26.58772°E | Încărcați imagine | Raportați eroare |
| 123399.02.01                              | Cazemata nr. 2 de la Lunca Moldovei / ansamblu anonim (Categorie: construcție militară) (Tip: cazemată)            | sat Lunca Moldovei, comuna Păstrăveni |                 | sec. XX               |            | 47°11′43″N 26°26′14″E / 47.19535°N 26.43728°E | Încărcați imagine | Raportați eroare |
| 123399.03.01                              | Cazemata nr. 3 de la Lunca Moldovei / ansamblu anonim (Categorie: construcție defensivă) (Tip: cazemată)           | sat Lunca Moldovei, comuna Păstrăveni |                 | sec. XX               |            | 47°11′05″N 26°35′03″E / 47.18482°N 26.5843°E  | Încărcați imagine | Raportați eroare |
| 123399.04.01                              | Așezarea din epoca daco-romană de la Lunca Moldovei / ansamblu anonim (Categorie: locuire) (Tip: Așezare)          | sat Lunca Moldovei, comuna Păstrăveni |                 | sec. II- III          | 2011       | 47°11′40″N 26°35′04″E / 47.19436°N 26.58431°E | Încărcați imagine | Raportați eroare |
| 123399.05.01                              | Movila de epocă necunoscută de la Lunca Moldovei / ansamblu anonim (Categorie: descoperire funerară) (Tip: Movilă) | sat Lunca Moldovei, comuna Păstrăveni |                 |                       | 2011       | 47°11′50″N 26°35′16″E / 47.19711°N 26.58776°E | Încărcați imagine | Raportați eroare |